# Epitolina dispar
Epitolina dispar är en fjärilsart som beskrevs av Kirby 1887. Epitolina dispar ingår i släktet Epitolina och familjen juvelvingar. Inga underarter finns listade i Catalogue of Life.